# Острожский, Илья Константинович
Князь Илья Константинович Острожский (1510 — 20 августа 1539) — государственный и военный деятель Великого княжества Литовского, наместник брацлавский и винницкий (1530—1539).

## Биография
Представитель крупного православного княжеского рода Острожских, имевших собственный герб. Сын крупного полководца гетмана великого литовского, князя Константина Ивановича Острожского (1460—1530) от первого брака с княжной Татьяной Семёновной Гольшанской (? — 1522). Младший единокровный брат — воевода киевский и староста владимирский, князь Константин (Василий) Константинович Острожский (1526—1608).
В 1522 году после смерти Татьяны Гольшанской Константин Острожский вторично женился на княжне Александре Семёновне Слуцкой, от брака с которой имел сына Константина и дочь Софию.
Илья Острожский воспитывался при польском королевском дворе, знал польский и латинский языки. В 1530 году после смерти своего отца Илья Острожский унаследовал его обширные владения (центр — Острог) и получил должности старосты брацлавского и винницкого.
В 1530, 1531 и 1533 годах князь Илья Константинович Острожский участвовал в отражении набегов крымских татар на Волынскую землю. В 1534-1536 годах принимал участие в русско-литовской войне, где командовал собственными надворными военными хоругвями.

## Личная жизнь
В 1523 году гетман великий литовский Константин Острожский и каштелян трокский Ежи Радзивилл «Геркулес» заключили соглашение, по условию которого Илья должен был жениться на Анне Эльжбете Радзивилл (1518—1558). В 1536 году гетман великий литовский Ежи Радзивилл потребовал от Ильи Острожского исполнения условий соглашения. Илье Острожскому было предложено жениться на Барбаре Радзивилл (1520—1551), младшей сестре Анны Эльжбеты. Однако Илья Острожский отказался исполнить отцовский договор, а польский король Сигизмунд Старый в 1537 году освободил его от обязательства женитьбы на дочери Ежи Радзивилла. В то время при королевском дворе Илья Острожский познакомился с Беатой Косцелецкой (1515—1576), внебрачной дочерью польского короля и великого князя литовского Сигизмунда Старого. Официально Беата Косцелецкая считалась дочерью подскарбия великого коронного Анджея Косцелецкого (1455—1515) и Катажины Тельничанки (после 1480—1528), любовницы Сигизмунда Старого.
Освободившись от обязательства перед Ежи Радзивиллом, 3 февраля 1539 года в Кракове князь Илья Константинович Острожский женился на Беате Косцелецкой. После свадебной церемонии состоялся рыцарский турнир. Во время поединка на копьях с королевичем Сигизмундом Августом Илья Острожский упал с коня и получил серьёзные внутренние повреждения. 16 августа 1539 года Илья Острожский подписал завещание, в котором записал свои владения на будущего ребёнка, которого должна была родить Беата. Через три месяца после смерти князя Ильи Острожского, родилась Эльжбета (Гальша) Острожская (1539—1582), единственная дочь Ильи и Беаты.
- Эльжбета (Гальша) Острожская (19 ноября 1539 — декабрь 1582), 1-й муж с 1553 года староста каневский и черкасский, князь Дмитрий Фёдорович Сангушко (1530—1554), 2-й муж с 1555 года воевода ленчицкий, калишский и познанский Лукаш Гурка (1533—1573), 3-й муж с 1559 года князь Семён Юрьевич Слуцкий (ум. 1560).